# Sławoszewo (województwo zachodniopomorskie)
Sławoszewo (do 1945 niem. Neuhaus, do 1960 Stare Budy) – wieś w Polsce położona w województwie zachodniopomorskim, w powiecie polickim, w gminie Dobra.

## Historia
Sławoszewo to dawny majątek ziemski. W 1802 r. dzierżawcą majątku był urzędnik Christian Heinrich Apprat. W 1822 r. w osadzie mieszkało 40 osób. W 1865 r. było tu 6 domów mieszkalnych i 12 zabudowań gospodarczych, żyło 58 osób w 11 rodzinach. Na całkowity obszar majątku stanowiący 880 mórg ziemi, łąki zajmowały 348 mórg, pola uprawne 265 mórg, lasy 110 mórg. Inwentarz żywy majątku składał się z 17 koni, 28 krów, 8 świń i 100 owiec. W drugiej połowie XIX w. majątek rozparcelowano na gospodarstwa chłopskie. Przed 1939 r. Sławoszewo liczyło 62 mieszkańców. 

### Komunikacja
Wieś jest skomunikowana ze Szczecinem, przez miejscowość przebiega linia autobusowa 221.